# 슈프레강
슈프레강(독일어: Spree, 슬라브어: Špreva, 소르브어: Sprowja, 폴란드어: Sprewa)은 하펠강의 지류로, 독일 북부를 흐르는 강이다. 체코, 폴란드와의 국경 근처에서 발원해 베를린 시내의 테겔호 부근에서 하펠강에 합류한다. 길이는 398 km이다.

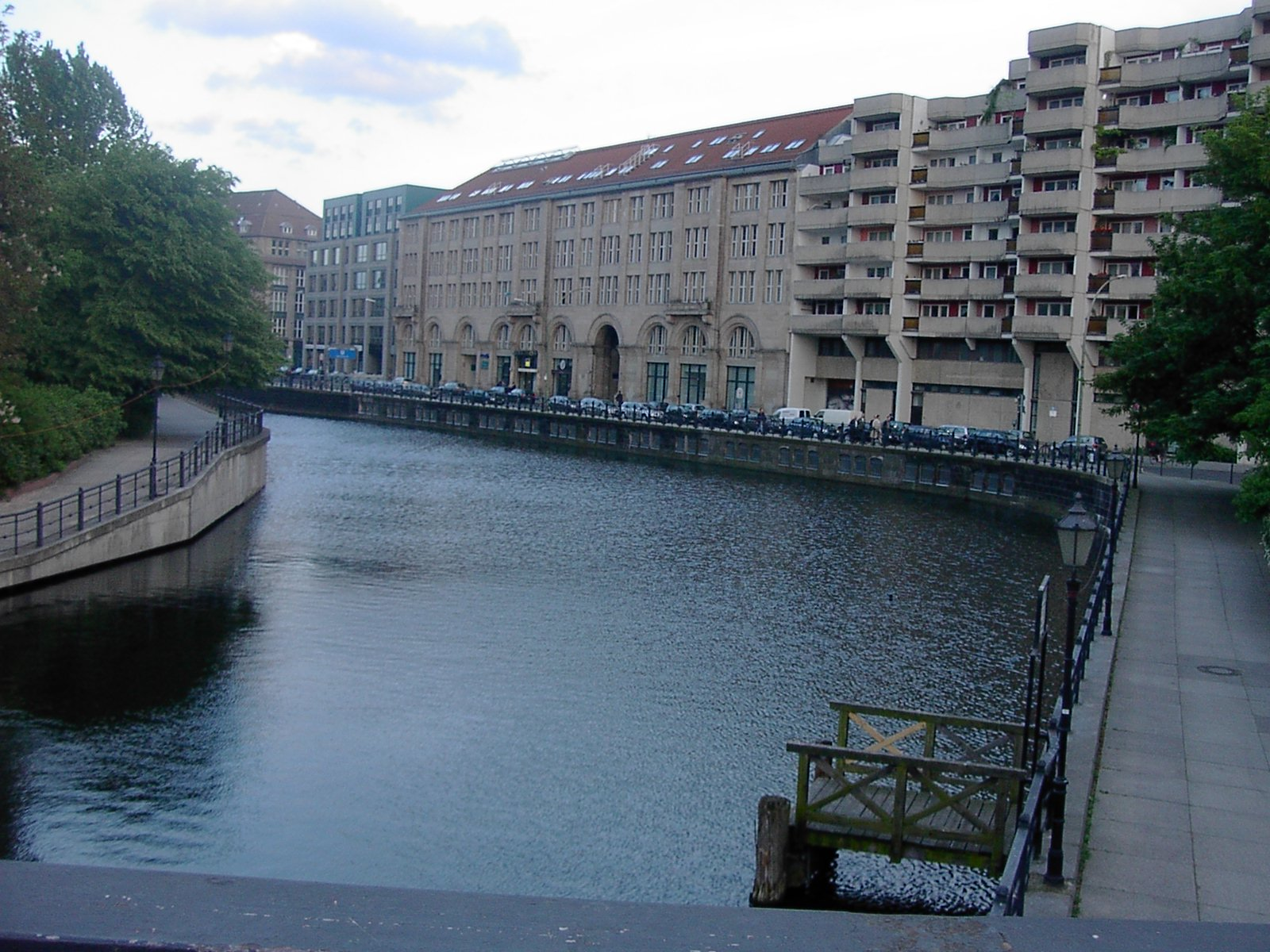
슈프레강

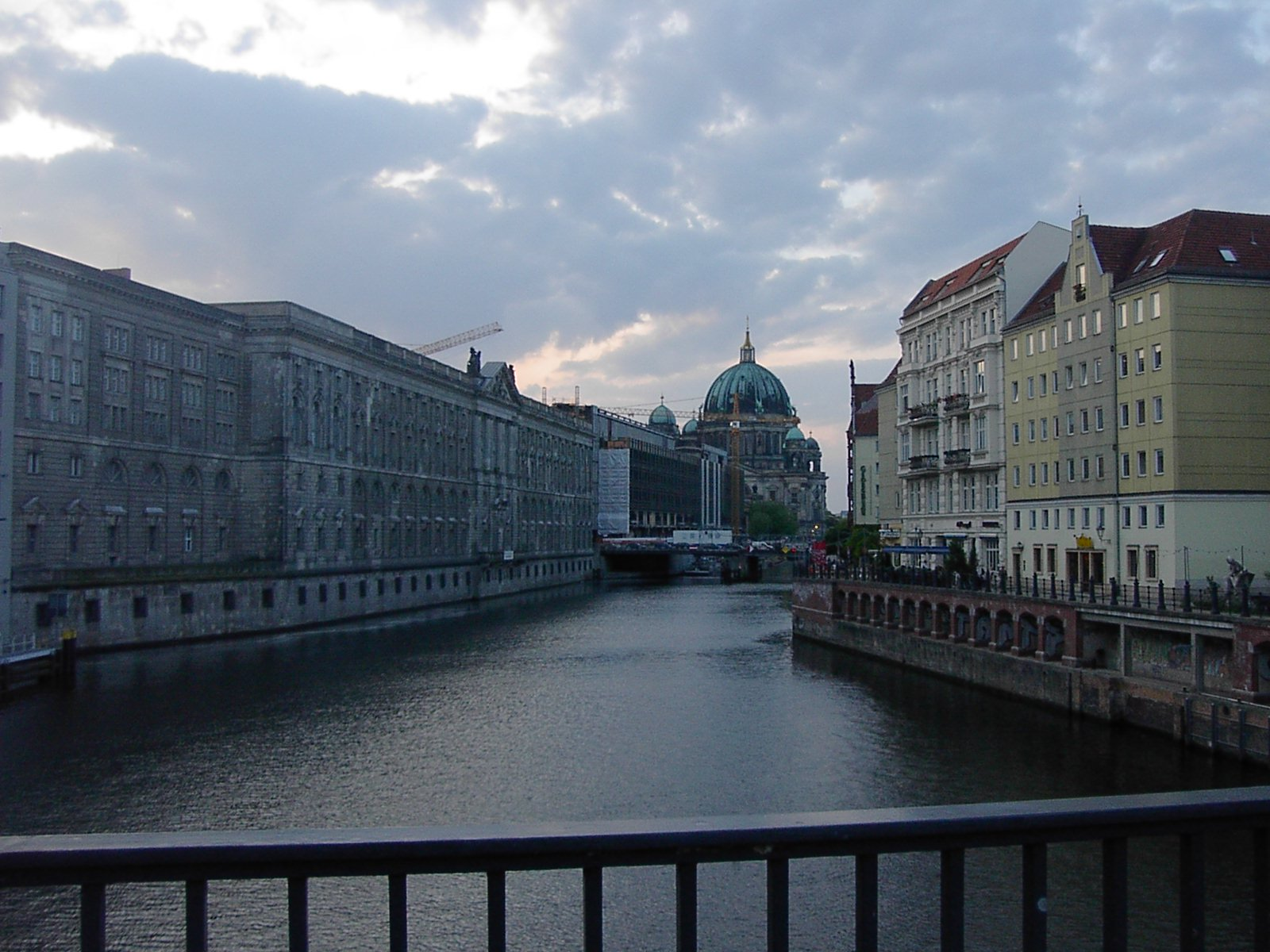
슈프레강